# Horizonte
Horizonte là một đô thị thuộc bang Ceará, Brasil. Đô thị này có diện tích 159,972 km², dân số năm 2007 là 48620 người, mật độ 303,93 người/km².